# La vida simplemente
La vida simplemente es una miniserie chilena transmitida por La Red, y está basada en la novela homónima de Óscar Castro.
Fue dirigida por Guillermo Salinas y protagonizada por Martín Zelada, quien interpreta a “Roberto” un niño de 10 años que vive una infancia dura, pobre e inmerso en un mundo de adultos en la ciudad de Rancagua, quien desea convertirse en un hombre adulto.

## Trama
La serie se desarrolla en la década de 1920, y al inicio de la serie, el protagonista pasa la mayor parte del tiempo en un prostíbulo donde la dueña es una prostituta-proxeneta llamada «La vieja linda», interpretada por Malucha Pinto.
En el prostíbulo el niño, de vez en cuando, logra ganar algún dinero, con lo que logra emular, de alguna manera, a ese hombre adulto que desea ser. En este lugar y en las calles de la ciudad conoce lo más bajo y despreciable del ser humano, pero también los deseos más profundos y nobles, que a la larga son los que lo impulsan a tomar el camino de la educación, no exento de enormes esfuerzos. En este esfuerzo, su gran patrocinador es su tío Antonio, interpretado por Daniel Muñoz.

## Reparto
- Daniel Muñoz
- Malucha Pinto
- Martín Zelada
- Viviana Herrera
- Paula Prado
- Paul Hip
- Luis Dubó
- Rodrigo Contreras
- Maria Burrows
- Carlos Araya
- Alex Lermanda
- Ignacia Uribe
- Justinne Córdova
- Rodrigo Walker
- Félix Villar
- Antonia Aldea
- Anita Cubillos Lobos
- Ela Li Sandgrend